# Top Thrill Dragster
A Top Thrill Dragster egy hidraulikus kilövőrendszerrel működő acél hullámvasút az ohiói Cedar Point vidámparkban Sanduskyban. Építője az Intamin AG, 2003. május 4-én nyitották meg a közönség számára.
Megnyitásakor a világ legmagasabb és leggyorsabb hullámvasútja volt. 2005-től már csak a második legmagasabb és leggyorsabb hullámvasút a 139 méter magas és 206 km/h végsebességű Kingda Ka mögött. 190 km/h-s csúcssebességét 4 másodperc alatt éri el. 2010 novemberétől pedig a harmadik helyre esett sebesség tekintetében, az Abu-Dzabiban megnyílt Ferrari World vidámpark Formula Rossa nevű hullámvasútja 240 km/h csúcssebességével átvette a vezető helyet.
Mivel az Intamin tervezte mindkettőt, kivitelezésük szinte egyforma, csak témájukban térnek el. A Kingda Ka témája egy mitikus tigrisen alapszik, a Dragster pedig a Top Fuel gyorsulási versenyek témájára épült.